# Adrien Bonnet
Pour les articles homonymes, voir Bonnet.
Adrien Bonnet est un homme politique français né le 29 août 1820 à Bordeaux (Gironde) et décédé le 9 septembre 1901 à Paris 16e.
Propriétaire terrien, il est représentant de la Gironde de 1871 à 1876, siégeant au centre-droit. 

## Sources
- « Adrien Bonnet », dans Adolphe Robert et Gaston Cougny, Dictionnaire des parlementaires français, Edgar Bourloton, 1889-1891 [détail de l’édition]